# Зубровка
Зубро́вка, ля́дник (лат. Hieróchloë) — многолетние душистые травянистые растения, род семейства Злаки или Мятликовые (Poáceae).

## Название
Латинское научное название происходит от греческих слов греч. ἱερός — «святой, ниспосланный богами, угодный богам, священный, божественный» и греч. χλοάζω — «зеленеть, зелень»; дано в связи с приятным запахом всех частей растений.
В англоязычных странах зубровку называют англ. sweetgrass — «сладкая трава», а применительно к виду Зубровка пахучая — англ. holy grass, что значит «священная трава».
Русское название рода дано по виду Зубровка южная (Hierochloe australis). Этот вид растения — излюбленный корм зубров (ср. пол. żubrówka, turówka), главным образом обитающих в Беловежской пуще на территории современных Польши и Белоруссии.
Русские названия по Далю: «Растен. Hierochloa borealis, лядник, горчак, чаполоть, чаполочь, горькая плоскуха, плоскушка, пестречный пырей, томн(н?)ковица, зубровка.»
Синонимом рода стал таксон Савастана (Savastana Schrank), названный немецким ботаником Франц Пауль фон Шранк в честь ботаника Франца Элаля Савастано (Francesco Eulalio Savastano, 1657—1717).

## Ботаническое описание
Корневище длинное ползучее.

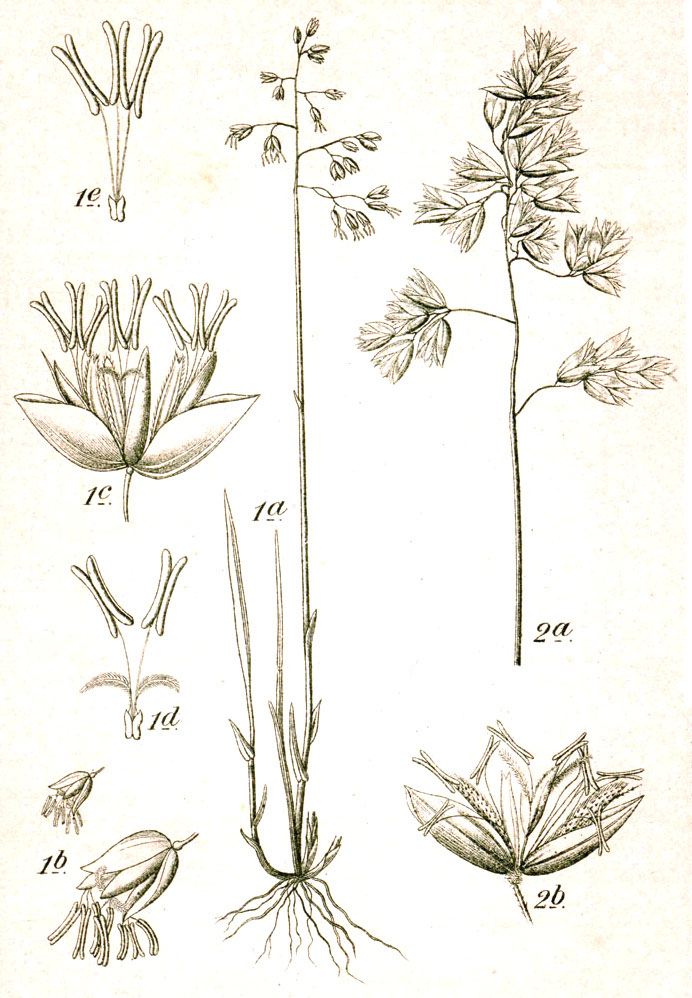
Зубровка душистая (1) и Зубровка южная (2). Ботаническая иллюстрация из книги Иоганна Георга Штурма Deutschlands Flora in Abbildungen, 1796. Художник Якоб Штурм

Стебель с пустотелыми междоузлиями и утолщёнными узлами, восходящий или прямостоячий, голый, гладкий, высотой 30—70 см.
Листья очерёдные, линейные (0,2—1,2 см шириной), плоские, заострённые, цельнокрайные, голые, гладкие, с длинным перепончатым язычком; прикорневые — длинные, стеблевые — более короткие. Абаксиальная сторона — зелёная, а адаксиальная — серо-зелёная. Начало вегетации — март.
Цветки золотисто-бурые, в блестящих яйцевидных колосках длиной 4—6 мм с сильно укороченной осью, собранных в продолговатое, раскидистое метельчатое соцветие длиной до 10—12 см. Верхушечный цветок обоеполый, два почти супротивных боковых цветка тычиночные. Тычинок в обоеполом цветке две, в тычиночных — по три. Колосковые чешуи равны колоскам или немного короче их, почти целиком перепончатые; нижние цветковые чешуи тычиночных цветков заметно отличаются по форме и окраске от нижней цветковой чешуи обоеполого цветка, без ости или с короткой, но часто коленчато согнутой остью. Цветёт в апреле—июне.
Плод — продолговатая зерновка тёмно-коричневого цвета. Семена очень мелкие. Плоды созревают в августе.
Размножается семенами и вегетативно.

## Распространение и экология
В роде около 30 близкородственных видов, которые встречаются во внетропических зонах Европы, в Азии и Америке (на севере вплоть до тундры) и в высокогорьях тропиков.
Растёт по заливным и солонцеватым лугам, лесным полянам и опушкам, зарослям кустарников, по берегам рек и в горах.
В России и сопредельных странах 8 видов. В России распространена в европейской части, на Кавказе, в Западной Сибири и на Дальнем Востоке. Широко распространена Зубровка душистая (Hierochloe odorata), растущая на лугах, полянах, в кустарниках, иногда как сорное растение.
Растение зимостойкое, относительно требовательное к условиям увлажнения, питания и аэрации. Предпочитает песчаную почву.

## Значение и применение
В траве содержатся алкалоиды, аскорбиновая, феруловая, мелилотовая, кумариновая кислоты, глюкозид кумарин (до 0,2 %), придающий растению специфический аромат и слегка вяжущий вкус. В стеблях и корнях есть алкалоиды. В листьях и соцветиях обнаружен умбеллиферон — производное кумарина.
Зубровка душистая используется в ликёро-водочной промышленности для приготовления ароматических настоек («зубровка» и другие) и в кондитерском производстве для получения пищевых эссенций, как пряно-вкусовая приправа к пряной и маринованной сельди. Растение добавляют в соленья, отдушивают им курительный и нюхательный табак, безалкогольные напитки.
В народной медицине водный настой и настойку травы на водке применяют для возбуждения аппетита и улучшения пищеварения при хронических заболеваниях желудочно-кишечного тракта, лихорадке, используют также как антисептическое и противотуберкулёзное средство.
У зубровки хорошо развита корневая система. Это позволяет использовать её для укрепления железнодорожных насыпей и овражных склонов.
Как корм из-за наличия кумарина зубровка поедается скотом плохо, но небольшая примесь к сену улучшает аппетит и увеличивает надои у коров.
Некоторые виды могут использоваться для устройства газонов, для создания сухих букетов.
Свежие листья использовались американскими поселенцами как ладан.

## Классификация

### Таксономическое положение
Род Зубровка, как и близкие к нему роды Лисохвост и Овёс, входят в трибу Овсовые (Aveneae), относящуюся к подсемейству Мятликовые (Pooideae) семейства Злаки, или Мятликовые (Poaceae).

### Таксономическая схема
Таксономическая схема (согласно Системе APG II):
|  |                                      |  |                                   |                                          |                                 |  | ещё 17 семейств, в том числе Осоковые, Рогозовые | ещё 17 семейств, в том числе Осоковые, Рогозовые      |                                                       |  |  |  | ещё около 15 триб, в том числе Ковылёвые, Мятликовые, Пшеницевые    | ещё около 15 триб, в том числе Ковылёвые, Мятликовые, Пшеницевые    |                                                                        |  |  |  |  |
|  |                                      |  |                                   |                                          |                                 |  | ещё 17 семейств, в том числе Осоковые, Рогозовые | ещё 17 семейств, в том числе Осоковые, Рогозовые      |                                                       |  |  |  | ещё около 15 триб, в том числе Ковылёвые, Мятликовые, Пшеницевые    | ещё около 15 триб, в том числе Ковылёвые, Мятликовые, Пшеницевые    | Зубровка душистая, Зубровка южная, Зубровка Траутфеттера и другие виды |  |  |  |  |
|  |                                      |  |                                   | порядок Злакоцветные, или Мятликоцветные |                                 |  |                                                  |                                                       | подсемейство Мятликовые                               |  |  |  |                                                                     | род Зубровка                                                        |                                                                        |  |  |  |  |
|  |                                      |  |                                   | порядок Злакоцветные, или Мятликоцветные |                                 |  |                                                  |                                                       | подсемейство Мятликовые                               |  |  |  |                                                                     | род Зубровка                                                        |                                                                        |  |  |  |  |
|  | отдел Цветковые, или Покрытосеменные |  |                                   |                                          | семейство Злаки, или Мятликовые |  |                                                  |                                                       | триба Овсовые                                         |  |  |  |                                                                     |                                                                     |                                                                        |  |  |  |  |
|  | отдел Цветковые, или Покрытосеменные |  |                                   |                                          |                                 |  |                                                  |                                                       |                                                       |  |  |  |                                                                     |                                                                     |                                                                        |  |  |  |  |
|  |                                      |  | ещё 44 порядка цветковых растений | ещё 44 порядка цветковых растений        |                                 |  |                                                  | ещё пять подсемейств, в том числе Бамбуковые, Рисовые | ещё пять подсемейств, в том числе Бамбуковые, Рисовые |  |  |  | ещё около 60 родов, в том числе Лисохвост, Щучка, Тимофеевка и Овёс | ещё около 60 родов, в том числе Лисохвост, Щучка, Тимофеевка и Овёс |                                                                        |  |  |  |  |
|  |                                      |  |                                   | ещё 44 порядка цветковых растений        |                                 |  |                                                  |                                                       | ещё пять подсемейств, в том числе Бамбуковые, Рисовые |  |  |  |                                                                     | ещё около 60 родов, в том числе Лисохвост, Щучка, Тимофеевка и Овёс |                                                                        |  |  |  |  |

## Виды
По информации базы данных The Plant List, род включает 33 вида:
- Hierochloe alpina (Sw.) Roem. & Schult. — Зубровка альпийская
- Hierochloe australis (Schrad.) Roem. & Schult. — Зубровка южная
- Hierochloe brunonis Hook.f. — Зубровка Броуна
- Hierochloe cuprea Zotov — Зубровка медно-красная
- Hierochloe davidsei R.W.Pohl
- Hierochloe equiseta Zotov — Зубровка конскохвостная
- Hierochloe flexuosa Hook.f.
- Hierochloe fraseri Hook.f.
- Hierochloe fusca Zotov — Зубровка тёмная
- Hierochloe glabra Trin. — Зубровка голая
- Hierochloe gunckelii Parodi — Зубровка Гункеля
- Hierochloe helenae Prob. — Зубровка Елены
- Hierochloe juncifolia (Hack.) Parodi
- Hierochloe khasiana C.B.Clarke ex Hook.f. — Зубровка хазийская
- Hierochloe laxa Hook.f.
- Hierochloe mexicana (E.Fourn.) Hitchc. — Зубровка мексиканская
- Hierochloe novae-zelandiae Gand. — Зубровка новозеландская
- Hierochloe occidentalis Buckley
- Hierochloe odorata (L.) P.Beauv. typus[1] — Зубровка душистая
- Hierochloe pauciflora R.Br.
- Hierochloe pluriflora Koidz.
- Hierochloe potaninii Tzvelev
- Hierochloe pusilla Hack.
- Hierochloe rariflora Hook.f.
- Hierochloe recurvata (Hack. ex Cheeseman) Zotov
- Hierochloe redolens (Vahl) Roem. & Schult.
- Hierochloe repens (Host) P.Beauv. — Зубровка ползучая
- Hierochloe spicata Parodi
- Hierochloe submutica F.Muell.
- Hierochloe tibetica Bor
- Hierochloe utriculata (Ruiz & Pav.) Kunth — Зубровка вздутая
- Hierochloe wendelboi G.Weim.
- Hierochloe × zinserlingii Tzvelev — Зубровка Цинзерлинга